# Villa Eilenroc
La Villa Eilenroc  est une demeure française d'exception de style néoclassique située au milieu d'un parc de onze hectares, en bordure de mer, au cap d'Antibes sur la Côte d'Azur.
Cette demeure historique et prestigieuse est l’une des villas célèbres de la Côte d’Azur ouvertes au public, avec la villa Kérylos et la villa Ephrussi de Rothschild. 
La villa a été occupée par Léopold II de Belgique et le roi d'Égypte Farouk.[réf. nécessaire]
Elle est séparée de la mer par le passage du sentier de Tire-Poil.

## Historique

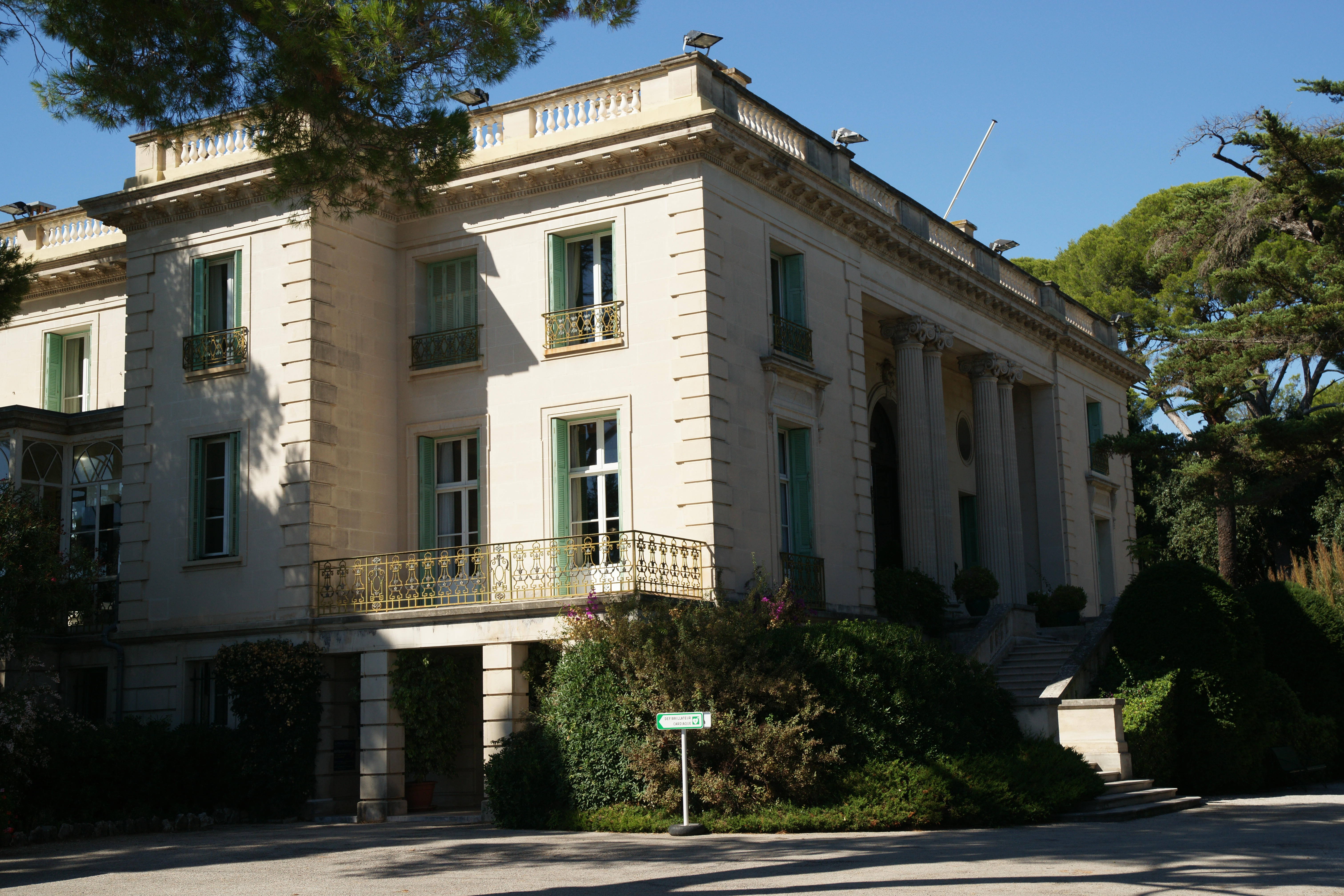
Façade sud et est de la villa Eilenroc.

Alors que la haute société européenne passe l’hiver sur la Riviera méditerranéenne, le riche hollandais ex-gouverneur des Indes néerlandaises Hugh-Hope Loudon fait construire cette luxueuse résidence par l'architecte Charles Garnier entre 1860 et 1867. Il la baptise « Eilenroc », anagramme de Cornélie, le prénom de son épouse. 
En 1873, la propriété est vendue au riche écossais James Wyllie qui fait aménager le parc par des jardiniers aussi célèbres que Ringuisen. À son décès en 1908, le domaine est vendu à Sir Coleridge Kennard puis au couple Sudreau suivi par le couple américain Louis Dudley Beaumont et Hélène Thomas en 1927.
En 1982, Madame Hélène Beaumont (1895-1988) lègue sa propriété à la ville d’Antibes sous condition de créer une « Fondation Beaumont » destinée à gérer et exploiter ce patrimoine et d'ouvrir le parc au public avec oliveraie et roseraie de mille plants.

## Fiction
Dans son roman uchronique The Beatles Are Back Again!, Le Mot et le Reste, 2023  (ISBN 9782384312849), Arnaud Hudelot imagine que les Beatles viennent enregistrer à la villa Eilenroc en 1974. Un clin d'oeil aux Rolling Stones ayant loué la villa Nellcote en 1971.